# Israel Berstein
Israel Berstein (n. 23 iunie 1926, Briceni, România – d. 22 septembrie 1991, New York City, New York, SUA) a fost un evreu basarabean, matematician român, ulterior american.

## Biografie
S-a născut în târgul Briceni (acum oraș și centru raional din Republica Moldova) din județul Hotin, România interbelică. În 1940, odată cu invazia trupelor sovietice în Basarabia, tatăl său Froim Berstein a fost arestat (a murit ulterior în lagăr). La începutul celui de-al doilea război mondial în 1941, împreună cu mama sa Hona și sora Gita au fost adăpostiți de o familie moldovenească și au scăpat astfel de deportare în Transnistria. În 1944, după contraatacul sovietic, a fost înrolat în Armata Roșie unde a fost rănit grav în prima săptămână de lupte. În urma rănirii, și-a pierdut piciorul drept, a contractat tuberculoză și a devenit o persoană cu dizabilități. A stat în spital până în 1947, finalizând învățământul secundar prin corespondență.
În 1948 a imigrat împreună cu familia în România, unde a intrat la Universitatea din București, pe care a absolvit-o în 1954. În același an a fost admis la școala postuniversitară a Institutului de matematică al Academiei Române de Științe, în grupul lui Simion Stoilow. S-a specializat în teoria funcțiilor analitice și mai târziu în topologie, după ce și-a susținut teza despre categoria Lyusternik-Shnirelman la 13 iunie 1958, sub îndrumarea lui Tudor Ganea. În acest moment, Berstein și Ganea erau deja considerați principalii topologi algebrici din țară. În același an a început colaborarea cu matematicianul britanic Peter Hilton. În 1961 Berstein a emigrat în Israel, iar un an mai târziu au emigrat Tudor Ganea și Peter Hilton (primul la Paris, ultimul în SUA).
În toamna anului 1962, Berstein a devenit profesor asistent la Universitatea Cornell, deja în 1963 a fost numit profesor asistent și în 1967 profesor al departamentului de matematică al acestei universități. Principalele lucrări din această perioadă sunt în domeniul teoriei homotipiei, în colaborare cu Ganea și Hilton. Timp de mulți ani a condus seminarul care i-a purtat numele.
În ultimii 25 de ani din viață, a suferit de o formă severă de Parkinson.